# Glenea gahani
Glenea gahani là một loài bọ cánh cứng trong họ Cerambycidae.